# Xanthorhoe discataria
Xanthorhoe discataria är en fjärilsart som beskrevs av William Schaus 1912. Xanthorhoe discataria ingår i släktet Xanthorhoe och familjen mätare. Inga underarter finns listade i Catalogue of Life.